# Alburnoides
Alburnoides – rodzaj ryb z rodziny karpiowatych (Cyprinidae).

## Klasyfikacja
Gatunki zaliczane do tego rodzaju:
| - Alburnoides bipunctatus – szweja, piekielnica, bystrzanka - Alburnoides devolli - Alburnoides eichwaldii - Alburnoides fangfangae - Alburnoides fasciatus - Alburnoides gmelini - Alburnoides idignensis - Alburnoides kubanicus - Alburnoides namaki - Alburnoides nicolausi - Alburnoides oblongus - Alburnoides ohridanus - Alburnoides petrubanarescui - Alburnoides prespensis - Alburnoides qanati - Alburnoides taeniatus – szweja syrdaryjska - Alburnoides varentsovi |

Gatunkiem typowym jest Alburnus maculatus Kessler, 1859 (Alburnoides bipunctatus).

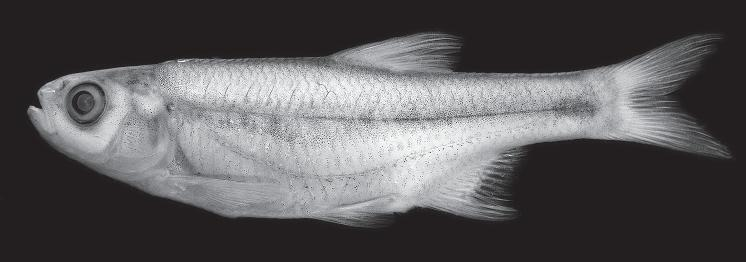
Alburnoides qanati